# Andrea Giordana
Andrea Giordana (Roma, 27 marzo 1946) è un attore e conduttore televisivo italiano.
È figlio di Claudio Gora e Marina Berti, ed è fratello di Carlo, Marina, Luca e Cristina, anch'essi attori.
È stato il conduttore del Festival di Sanremo 1983 e protagonista di molti sceneggiati televisivi sin dagli anni sessanta.

## Biografia

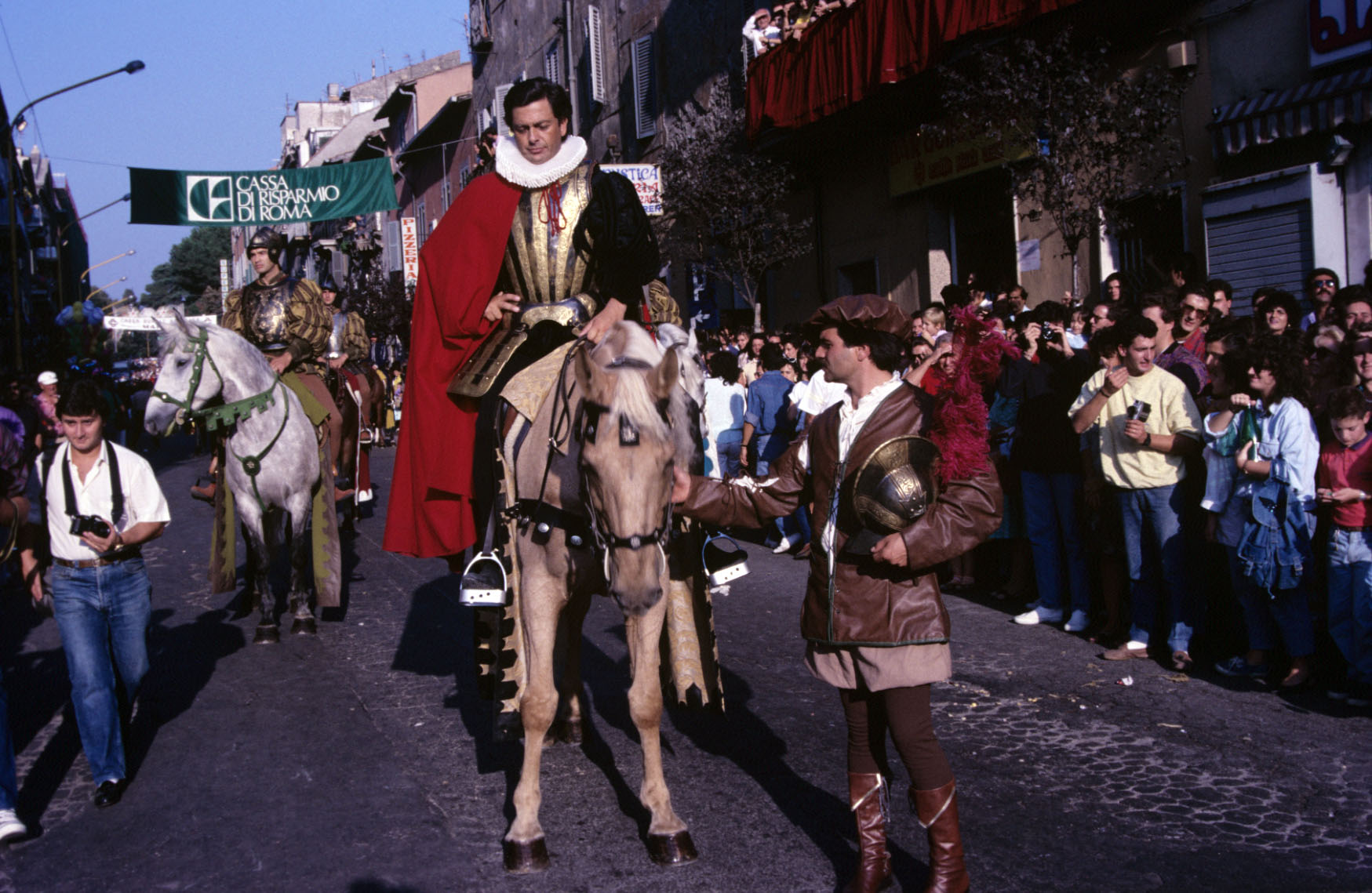
Andrea Giordana in costume alla Sagra dell'Uva di Marino 1988

Dopo aver cominciato con alcuni ruoli secondari sul grande schermo e dopo aver iniziato una distinta carriera teatrale, esordisce anche in televisione nel 1966 con lo sceneggiato televisivo Il conte di Montecristo. Nel 1971 interpreta Turno nell'Eneide, sceneggiato televisivo Rai diretto da Franco Rossi, e due anni più tardi è tra i protagonisti di Quaranta giorni di libertà, altro sceneggiato televisivo Rai diretto da Leandro Castellani. Nel 1976 viene scelto da Sergio Sollima per interpretare sir William Fitzgerald in Sandokan. Ormai affermatosi a livello nazionale, nella prima metà degli anni ottanta raggiunge l'apice della notorietà, conducendo alcuni programmi televisivi e arrivando a condurre il Festival di Sanremo 1983, affiancato da Isabel Russinova. Ha poi condotto con Amanda Lear W le donne, varietà di Rete 4 in onda nella stagione 1984-1985. Nel 1992 è tra gli attori principali dello sceneggiato Piazza di Spagna. Nel 2006 ha partecipato, nel ruolo di sé stesso, al documentario dedicato ad Adolfo Celi, Adolfo Celi, un uomo per due culture, del regista Leonardo Celi.

## Programmi televisivi
- Miss Italia (Canale 5, 1981, 1984-1985, 1987)
- Festival di Sanremo (Rai 1, 1983)
- W le donne (Canale 5, 1984; Rete 4, 1984-1986)

## Filmografia

### Cinema
- Erode il grande, regia di Arnaldo Genoino (1958)
- Le italiane e l'amore, regia di Citto Maselli (1961)
- Massacro al Grande Canyon, regia di Sergio Corbucci (1963)
- Il tormento e l'estasi (The Agony and the Ecstasy), regia di Carol Reed (1965)
- El Desperado, regia di Franco Rossetti (1967)
- È stato bello amarti, regia di Adimaro Sala (1967)
- Quella sporca storia nel West, regia di Enzo G. Castellari (1967)
- Quanto costa morire, regia di Sergio Merolle (1968)
- Strada senza uscita, regia di Gaetano Palmieri (1969)
- Colpo di stadio, regia di Sergio Cabrera (1999)
- Lettere dalla Sicilia, regia di Manuel Giliberti (2005)
- Nicola, lì dove sorge il sole, regia di Vito Giuseppe Potenza (2006)

### Televisione
- Il conte di Montecristo, regia di Edmo Fenoglio – sceneggiato televisivo (1966)
- Un mese in campagna, regia di Sandro Bolchi (1969)
- Eneide, regia di Franco Rossi – sceneggiato televisivo (1971)
- La morte di Danton, regia di Mario Missiroli (1972)
- Quaranta giorni di libertà, regia di Leandro Castellani – sceneggiato televisivo (1974)
- Sandokan, regia di Sergio Sollima – sceneggiato televisivo (1976)
- Il mercante di Venezia, regia di Gianfranco De Bosio (1979)
- La coscienza di Zeno, regia di Sandro Bolchi – miniserie televisiva (1988)
- Un cane sciolto, regia di Giorgio Capitani – miniserie televisiva (1990)
- Il coraggio di Anna, regia di Giorgio Capitani – miniserie televisiva (1992)
- Piazza di Spagna – serie televisiva (1992)
- Il giovane Mussolini, regia di Gianluigi Calderone – miniserie televisiva (1993)
- Un figlio a metà, regia di Giorgio Capitani – miniserie televisiva (1992)
- Un figlio a metà - Un anno dopo, regia di Giorgio Capitani – miniserie televisiva (1994)
- Il prezzo della vita, regia di Stefano Reali – miniserie televisiva (1995)
- Positano, regia di Vittorio Sindoni – miniserie televisiva (1996)
- Provincia segreta – serie televisiva (1998)
- Avvocati – serie televisiva (1998)
- Provincia segreta 2 – serie televisiva (2000)
- La memoria e il perdono, regia di Giorgio Capitani (2001)
- Blindati, regia di Claudio Fragasso – miniserie televisiva (2003)
- La tassista, regia di José María Sánchez – miniserie televisiva (2004)
- Guerra e pace, regia di Robert Dornhelm – miniserie televisiva (2007)
- Puccini, regia di Giorgio Capitani – miniserie televisiva (2009)
- Sant'Agostino, regia di Christian Duguay – miniserie televisiva (2010)
- Violetta, regia di Antonio Frazzi – miniserie televisiva (2011)
- Maria di Nazaret, regia di Giacomo Campiotti – miniserie televisiva (2012)
- L'isola – serie televisiva (2012)
- Rosso San Valentino, regia di Fabrizio Costa – miniserie televisiva (2013)
- Rimbocchiamoci le maniche – serie TV (2016)
- Meraviglie - La penisola dei tesori [1] – programma TV (2018)
- Baby  – serie TV (2018)

## Teatro
- I giusti di Albert Camus (1969)
- Le farfalle sono libere di Leonard Gershe, regia di Emilio Bruzzo (1971)
- La papessa Giovanna di Mario Moretti, regia di José Quaglio (1973)
- Roma 335 di Carlo Bernari, regia di Giorgio Ferrara (1974)
- La signora delle camelie di Alexandre Dumas (figlio), regia di Giorgio De Lullo (1975)
- La professione della signora Warren di George Bernard Shaw, regia di Jerome Kilty (1976)
- Simplicissimus, di Aldo Trionfo e Lorenzo Salveti, regia di Aldo Trionfo (1977)
- A piacer vostro di William Shakespeare, regia di Antonio Calenda (1977)
- Pene d'amor perdute di William Shakespeare, regia di Marco Parodi (1978)
- La Farinella di Giulio Cesare Croce, regia di Nino Mangano (1978)
- Gli amori inquieti di Carlo Goldoni, regia di Augusto Zucchi (1979)
- La cortigiana di Pietro Aretino, regia di Marco Bernardi (1980)
- Becket e il suo re di Jean Anouilh, regia di Aldo Trionfo (1981)
- Voulez vous jouer avec moi? di Marcel Achard, regia di Lorenzo Salveti (1981)
- Anfitrione di Tito Maccio Plauto, regia di Marco Parodi (1982)
- Don Giovanni e il suo servo di Rocco Familiari, regia di Aldo Trionfo (1982)
- La commedia degli errori di William Shakespeare, regia di Augusto Zucchi (1983)
- Caffè Feydeau, da Georges Feydeau, regia di Marco Parodi (1985)
- Peccato che sia una sgualdrina di John Ford, regia di Augusto Zucchi (1986)
- Tovarich di Jacques Deval, regia di Marco Parodi (1986)
- Fiore di cactus di Pierre Barillet e Jean-Pierre Grédy, regia di Giorgio Albertazzi (1988)
- Alla stessa ora... il prossimo anno di Bernard Slade, regia di Anna Proclemer (1989)
- Due dozzine di rose scarlatte di Aldo De Benedetti, regia di Marco Parodi (1990)
- Tradimenti di Harold Pinter, regia di Antonio Calenda (1992)
- L'onorevole, il poeta e la signora di Aldo De Benedetti, regia di Antonio Calenda (1994)
- Il seduttore di Diego Fabbri, regia di Giancarlo Sepe (1996)
- Il leone d'inverno di James Goldman, regia di Mauro Avogadro (1999)
- Bedbound di Enda Walsh, regia di Valter Malosti (2001)
- Notturno indiano di Antonio Tabucchi, regia di Teresa Pedroni (2001)
- Ifigenia in Tauride di Wolfgang Goethe, regia di Jacques Lassalle (2002)
- Zio Vanja di Anton Čechov, regia di Sergio Fantoni (2003)
- A Number di Caryl Churchill, regia di Valter Malosti (2004)
- La lunga vita di Marianna Ucrìa di Dacia Maraini, regia di Lamberto Puggelli (2005)
- Giù dal Monte Morgan di Arthur Miller, regia di Sergio Fantoni (2006)
- Otello di William Shakespeare, regia di Giancarlo Sepe (2007)
- Un ispettore in casa Birling di John Boynton Priestley, regia di Giancarlo Sepe (2009)
- Il bell'Antonio di Vitaliano Brancati, regia di Giancarlo Sepe (2014)
- Il bugiardo di Carlo Goldoni, regia di Alfredo Arias, Castel Sant’Elmo di Napoli, 12 giugno 2015.
- Il funambolo di Jean Genet, regia di Daniele Salvo, Teatro Sannazzaro di Napoli, 30 giugno 2016.
- Le ultime lune di Furio Bordon, regia di Daniele Salvo (2018)

## Discografia parziale

### Singoli
- 1967 - Dies irae/Sempre più solo (Jolly, J 20419) con I Samurai)
- 1969 - L'estasi/Universo (CDB, CDB 1135) con Marisa Solinas
- 1971 - Le farfalle sono libere/Ti prego...non scherzare con me (Ri-Fi), RFN NP 16427)